# Orionothemis felixorioni
Orionothemis felixorioni là loài chuồn chuồn trong họ Libellulidae. Loài này được Fleck, Hamada & Carvalho mô tả khoa học đầu tiên năm 2009.